# Masahiro Andō (regista)
Masahiro Andō (安藤真裕?, Andō Masahiro; Obihiro, 1º settembre 1967) è un regista giapponese, noto per aver diretto il film d'animazione Sword of the Stranger (2007) e le serie televisive animate Canaan (2009), Hanasaku iroha (2011), Blast of Tempest (2012–2013) e Akagami no Shirayukihime (2015–2016).